# Rothesay (circonscription provinciale)
Pour les articles homonymes, voir Rothesay.
Circonscription électorale provinciale du Canada
Rothesay (auparavant Saint-Jean-Kings) est une circonscription électorale provinciale du Nouveau-Brunswick représentée à l'Assemblée législative depuis 1995.

## Géographie
La circonscription comprend :
- une partie de la ville de Saint-Jean ;
- la ville de Rothesay.

## Liste des députés
| Législature                                           | Années        | Député       | Député              | Parti                     |
| ----------------------------------------------------- | ------------- | ------------ | ------------------- | ------------------------- |
| Saint-Jean-Kings Circonscription issue de Kings-Ouest |               |              |                     |                           |
| 53e                                                   | 1995-1999     |              | Laureen Jarrett     | Libéral                   |
| 54e                                                   | 1999-2003     |              | Margaret-Ann Blaney | Progressiste-conservateur |
| 55e                                                   | 2003-2006     |              | Margaret-Ann Blaney | Progressiste-conservateur |
| Rothesay                                              |               |              |                     |                           |
| 56e                                                   | 2006-2010     |              | Margaret-Ann Blaney | Progressiste-conservateur |
| 57e                                                   | 2010-2014     |              | Margaret-Ann Blaney | Progressiste-conservateur |
| 57e                                                   | 2012-2014     | Ted Flemming |                     | Progressiste-conservateur |
| 58e                                                   | 2014-2018     | Ted Flemming |                     | Progressiste-conservateur |
| 59e                                                   | 2018-2020     | Ted Flemming |                     | Progressiste-conservateur |
| 60e                                                   | 2020-2024     | Ted Flemming |                     | Progressiste-conservateur |
| 61e                                                   | 2024-en cours |              | Alyson Townsend     | Libéral                   |

## Élection partielle de 2012
Après que Margaret-Ann Blaney avoir siège effectif pendant 4 ans annonce qu'elle quitte la vie politique le 25 mai, requerant une élection partielle qui sera tenue plus tard le 31 décembre 2012. Le 25 mai, le premier ministre du Nouveau-Brunswick David Alward annonce l'élection partielle pour le 25 juin.
Les spéculations des médias questionnent si un des trois candidats du congrès de la chefferie de l'Association libérale où le chef néo-démocrate Dominic Cardy obtiendrions le siège dans cette élection partielle car aucun siège présente à l'Assemblée législative.
| Candidat           | Parti                     | # de voix | % des voix |
| ------------------ | ------------------------- | --------- | ---------- |
| Ted Flemming       | Progressiste-Conservateur | 1 625     | 38,26      |
| John Wilcox        | Libérale                  | 1 328     | 31,27      |
| Dominic Cardy      | Néo-Démocrate             | 1 158     | 27,27      |
| Sharon Murphy      | Vert                      | 69        | 1,62       |
| Marjorie MacMurray | Indépendant               | 62        | 1,46       |